# Piotr Więcek

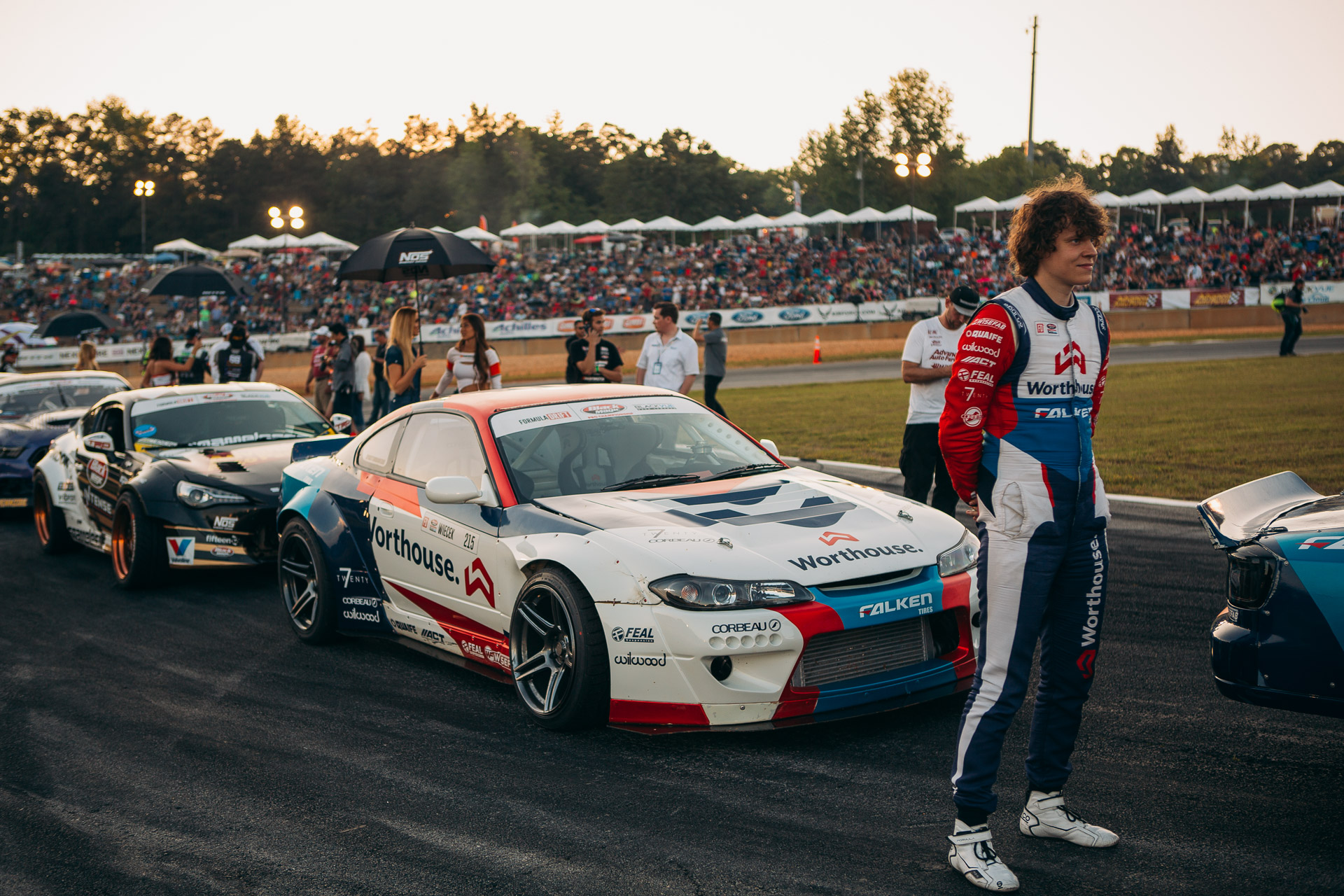
Piotr Więcek podczas zawodów Formula Drift, Atlanta 2017

Piotr Więcek (ur. 27 lipca 1990 w Płocku) – polski kierowca driftingowy, aktualnie zawodnik Worthouse Drift Team.

## Życiorys
Ze środowiskiem driftingowym Więcek  jest związany od 2010 roku. W 2011 roku podpisał kontrakt z Budmat Auto RB Team, który w późniejszych latach zmienił nazwę na Budmat Auto Drift Team. Jest kojarzony z żółtymi Nissanami - głównie modelami 200SX i Skyline R34. W swojej karierze sięgnął aż po pięć tytułów mistrza europejskiej ligi driftingowej Drift Masters Grand Prix - w latach 2014, 2015, 2016, 2021 i 2022.
W 2017 roku został zawodnikiem zespołu Worthouse Drift Team. Razem ze swoim zespołowym kolegą Jamesem Deanem, w barwach WDT rozpoczęli starty w Formula Drift (FD), uznawanej za najlepszą ligę driftingową na świecie, której imprezy organizowane są w Stanach Zjednoczonych.
Sezon 2017 w Formule Drift, Piotr Więcek zakończył z tytułem najlepszego debiutanta - Rookie of the Year 2017 i jako jeden z zaledwie trzech kierowców w historii FD wygrał pojedynczą rundę w pierwszym sezonie startów.

## Osiągnięcia sportowe
Miejsca w zawodach:
Sezon 2011
5 miejsce - Driftingowe Mistrzostwa Polski - Tor Poznań (Nissan 200SX S14)
Sezon 2012
4 miejsce - Driftingowe Mistrzostwa Polski - Płock Orlen Arena (Nissan 200SX S14)
6 miejsce - Driftingowe Mistrzostwa Polski - Kielce, Tor Miedziana Góra (Nissan 200SX S14)
Sezon 2013
2 miejsce - Driftingowe Mistrzostwa Polski - Tor Poznań (Nissan 200SX S14)
Sezon 2014
1 miejsce - Drift Allstars - Londyn Stratford Olympic Ground (Nissan 200SX S14)
4 miejsce - Driftingowe Mistrzostwa Polski - Kielce, Tor Miedziana Góra (Nissan 200SX S14)
1 miejsce - Driftingowe Mistrzostwa Polski - Tor Poznań (Nissan 200SZ S14)
1 miejsce w klasyfikacji generalnej - Drift Masters Grand Prix (Nissan 200SX)
Sezon 2015
1 miejsce w klasyfikacji generalnej - Drift Masters Grand Prix (Nissan 200SX)
Sezon 2016
2 miejsce - Drift Allstars - Niemcy Eurospeedway-Lausitz (Nissan Skyline)
1 miejsce w klasyfikacji generalnej - Drift Masters Grand Prix (Nissan 200SX)
Sezon 2017
3 miejsce - 3 runda Drift Masters Grand Prix (Nissan Skyline)
1 miejsce - 8 runda Formula Drift Irwindale, California, USA (Nissan S15)
Sezon 2018
3 miejsce - 1 runda Formula Drift Long Beach, Kalifornia, USA (Nissan S15)
1 miejsce - 1 runda Motegi Super Drift Challenge 2018, Long Beach, Kalifornia, USA (Nissan S15)
1 miejsce - 2 runda Motegi Super Drift Challenge 2018, Long Beach, Kalifornia, USA (Nissan S15)
5 miejsce - 2 runda Formula Drift Orlando, Floryda, USA (Nissan S15)
4 miejsce - 3 runda Formula Drift Atlanta, Georgia, USA (Nissan S15)
3 miejsce - 5 runda Formula Drift Monroe, Waszyngton, USA (Nissan S15)
4 miejsce - 6 runda Formula Drift, St. Louis, Illinois, USA (Nissan S15)
4 miejsce - Red Bull Drift Shifters, Liverpool, Anglia (Nissan Skyline)
Sezon 2025
TOP 32 - 2 runda Drift Masters Grand Prix Spain (Toyota Supra GR)
TOP 8 - 3 runda Drift Masters Grand Prix Finland (Toyota Supra GR)
1 miejsce - 4 runda Drift Masters Grand Prix Ireland(Toyota Supra GR)